# Химический бронеавтомобиль

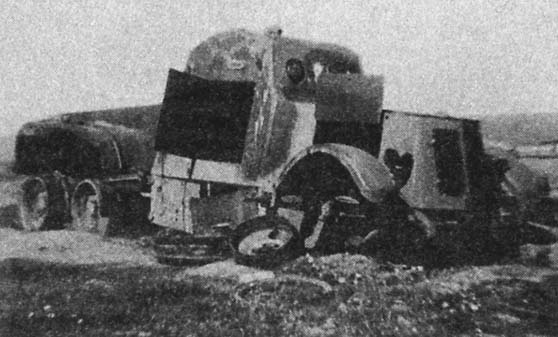
Химический бронеавтомобиль КС-18, уничтоженный в бою с германскими войсками летом 1941 года

Химический бронеавтомобиль (сокр. БХМ — «боевая химическая машина») — разновидность бронеавтомобилей РККА межвоенного периода: бронеавтомобиль (как правило, средний по массе) специального назначения, оснащённый оборудованием для постановки дымовых завес, а также для дегазации местности или распыления над ней боевых отравляющих веществ. В отличие от химических танков, химические бронеавтомобили не предназначались для огнеметания и не несли огнемётного вооружения.
Химические бронеавтомобили активно разрабатывались в СССР на протяжении всех 1930-х годов, однако производились в малых количествах и существенного распространения не получили. Принимали ограниченное участие в советско-финской войне и в боях Великой Отечественной; в начальный период войны также предполагалась разработка нового химического бронеавтомобиля и его внедрение серийное производство на Ижорском заводе, однако в связи с эвакуацией проект развития не получил. В дальнейшем от идеи химического бронеавтомобиля отказались окончательно.

## Список химических бронеавтомобилей
- Д-18/37 (1932) — опытная машина.
- БХМ-800 (1933) — серийная полубронированная машина.
- КС-18 (1937) — серийная машина.
- БА-23 (1937) — проект.
- Химический бронеавтомобиль Ижорского завода (1941) — проект.

### Сноски
1. ↑  Аналогичное обозначение носили также некоторые типы химических танков